# Farilhões
Les Illes Farilhões són un grup de petites illes de l'arxipèlag de Berlengas a l'oceà Atlàntic, pertanyents a Portugal. Tenen una superfície aproximada de 7 hectàrees (equivalents a 0,07 km²).
També conegut com a Farilhões-Forcadas, aquest grup d'illots es troben a una distància d'uns 3,5 quilòmetres del far de Berlengas en l'extrem nord del grup de les Berlengas, gairebé aïllades de la resta d'illes.
Administrativament depenen del municipi de Peniche, part del Districte de Leiria. En el seu punt més aconsegueix una altura de 94 metres.

## Illes integrants
- Grande Farilhão
- Farilhão del noroeste
- Farilhão da Cova